# Gran Premi d'Alemanya de motociclisme
|  | Aquest article tracta sobre velocitat. Si cerqueu informació sobre motocròs, vegeu «Gran Premi d'Alemanya de Motocròs». |

El Gran Premi d'Alemanya de motociclisme és un esdeveniment esportiu que es disputa anualment a Sachsenring (després d'haver-se celebrat durant anys a Nürburgring i Hockenheimring), dins del calendari del Campionat del món de motociclisme. La primera edició d'aquest Gran Premi data de 1925, i a partir de 1952 començà a puntuar per al Campionat del Món.
Entre 1958 i 1972 es disputà paral·lelament a la RDA (sempre al circuit de Sachsenring) el Gran Premi de l'Alemanya Oriental, el qual puntuà també per al mundial d'ençà de 1961.
A 14 de juliol de 2025

## Noms oficials i patrocinadors
- 1952–1956, 1958, 1964–1988, 1990: Großer Preis von Deutschland (sense patrocinador oficial)[1]
- 1959: Intern. Rhein-Pokal (sense patrocinador oficial)[2]
- 1989, 1991: Großer Preis von Deutschland für Motorräder (sense patrocinador oficial)[3]
- 1992: Großer Preis von Deutschland Motorräder (sense patrocinador oficial)[4]
- 1993: Grand Prix von Deutschland (sense patrocinador oficial)[5]
- 1994–1995: Grand Prix Deutschland (sense patrocinador oficial)[6]
- 1996: Warsteiner Motorrad Grand Prix Deutschland[7]
- 1997: ADAC Motorrad Grand Prix Deutschland[8]
- 1998–1999: Polini Motorrad Grand Prix Deutschland[9]
- 2000–2003: Cinzano Motorrad Grand Prix Deutschland[10]
- 2004: VELTINS Motorrad Grand Prix Deutschland[11]
- 2005, 2007–2009: Alice Motorrad Grand Prix Deutschland[12]
- 2006: betandwin.com Grand Prix Deutschland[13]
- 2010–2014: eni Motorrad Grand Prix Deutschland[14]
- 2015–2017: GoPro Motorrad Grand Prix Deutschland[15]
- 2018: Pramac Motorrad Grand Prix Deutschland[16]
- 2019: HJC Helmets Motorrad Grand Prix Deutschland[17]
- 2021–2024: Liqui Moly Motorrad Grand Prix Deutschland[18]
- 2025: Liqui Moly Grand Prix of Germany

## Circuits emprats antigament

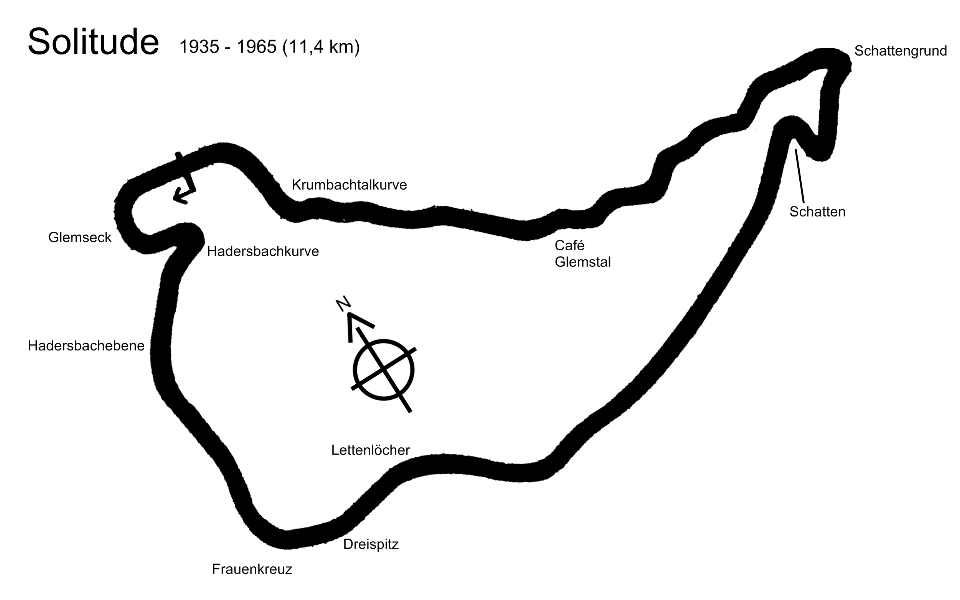
Solitudering, emprat de 1935 a 1965
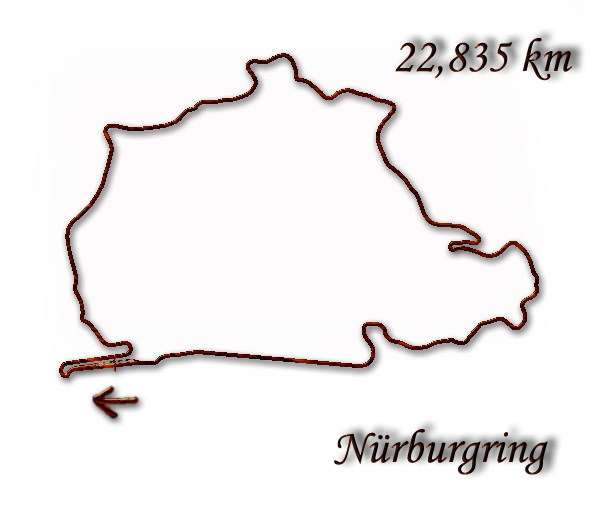
Nürburgring Nordschleife, emprat fins al 1980
Traçat del Nürburgring Grand Prix, 1984–1997
Hockenheimring, emprat fins al 1994

## Guanyadors múltiples

### Pilots
| # Victòries | Pilot                | Victòries | Victòries                                            |
| # Victòries | Pilot                | Categoria | Anys                                                 |
| ----------- | -------------------- | --------- | ---------------------------------------------------- |
| 13          | Giacomo Agostini     | 500cc     | 1967, 1968, 1969, 1970, 1971, 1972, 1975, 1976       |
| 13          | Giacomo Agostini     | 350cc     | 1965, 1968, 1969, 1970, 1971                         |
| 12          | Marc Márquez         | MotoGP    | 2013, 2014, 2015, 2016, 2017, 2018, 2019, 2021, 2025 |
| 12          | Marc Márquez         | Moto2     | 2011, 2012                                           |
| 12          | Marc Márquez         | 125cc     | 2010                                                 |
| 8           | Carlo Ubbiali        | 250cc     | 1956, 1957, 1959                                     |
| 8           | Carlo Ubbiali        | 125cc     | 1953, 1955, 1957, 1958, 1959                         |
| 8           | Ángel Nieto          | 125cc     | 1978, 1979, 1981, 1983, 1984                         |
| 8           | Ángel Nieto          | 50cc      | 1970, 1975, 1976                                     |
| 6           | Valentino Rossi      | MotoGP    | 2002, 2005, 2006, 2009                               |
| 6           | Valentino Rossi      | 250cc     | 1999                                                 |
| 6           | Valentino Rossi      | 125cc     | 1997                                                 |
| 6           | Dani Pedrosa         | MotoGP    | 2007, 2010, 2011, 2012                               |
| 6           | Dani Pedrosa         | 250cc     | 2004, 2005                                           |
| 5           | John Surtees         | 500cc     | 1958, 1959, 1960                                     |
| 5           | John Surtees         | 350cc     | 1958, 1959                                           |
| 5           | Jim Redman           | 500cc     | 1966                                                 |
| 5           | Jim Redman           | 350cc     | 1963, 1964                                           |
| 5           | Jim Redman           | 250cc     | 1962                                                 |
| 5           | Jim Redman           | 125cc     | 1964                                                 |
| 5           | Mike Hailwood        | 500cc     | 1964, 1965                                           |
| 5           | Mike Hailwood        | 350cc     | 1966, 1967                                           |
| 5           | Mike Hailwood        | 250cc     | 1966                                                 |
| 5           | Phil Read            | 500cc     | 1973                                                 |
| 5           | Phil Read            | 250cc     | 1964, 1965, 1971                                     |
| 5           | Phil Read            | 125cc     | 1968                                                 |
| 5           | Stefan Dörflinger    | 80cc      | 1984, 1985                                           |
| 5           | Stefan Dörflinger    | 50cc      | 1980, 1981, 1983                                     |
| 5           | Anton Mang           | 350cc     | 1981                                                 |
| 5           | Anton Mang           | 250cc     | 1981, 1982, 1987                                     |
| 5           | Anton Mang           | 125cc     | 1976                                                 |
| 4           | Mick Doohan          | 500cc     | 1992, 1994, 1997, 1998                               |
| 3           | Werner Haas          | 250cc     | 1953, 1954                                           |
| 3           | Werner Haas          | 125cc     | 1952                                                 |
| 3           | Reg Armstrong        | 500cc     | 1952, 1956                                           |
| 3           | Reg Armstrong        | 350cc     | 1952                                                 |
| 3           | Ernst Degner         | 125cc     | 1961, 1963                                           |
| 3           | Ernst Degner         | 50cc      | 1962                                                 |
| 3           | Ralph Bryans         | 250cc     | 1967                                                 |
| 3           | Ralph Bryans         | 50cc      | 1964, 1965                                           |
| 3           | Hans-Georg Anscheidt | 50cc      | 1966, 1967, 1968                                     |
| 3           | Walter Villa         | 350cc     | 1976                                                 |
| 3           | Walter Villa         | 250cc     | 1975, 1976                                           |
| 3           | Kork Ballington      | 250cc     | 1978, 1979, 1980                                     |
| 3           | Christian Sarron     | 500cc     | 1985                                                 |
| 3           | Christian Sarron     | 250cc     | 1977, 1984                                           |
| 3           | Kevin Schwantz       | 500cc     | 1988, 1990, 1991                                     |
| 3           | Luca Cadalora        | 500cc     | 1996                                                 |
| 3           | Luca Cadalora        | 250cc     | 1988                                                 |
| 3           | Luca Cadalora        | 125cc     | 1986                                                 |
| 3           | Marco Melandri       | 250cc     | 2001, 2002                                           |
| 3           | Marco Melandri       | 125cc     | 1999                                                 |
| 3           | Max Biaggi           | MotoGP    | 2004                                                 |
| 3           | Max Biaggi           | 500cc     | 2001                                                 |
| 3           | Max Biaggi           | 250cc     | 1995                                                 |
| 3           | Héctor Garzó         | MotoE     | 2023 Cursa 2, 2024 Cursa 1, 2024 Cursa 2             |
| 2           | Geoff Duke           | 350cc     | 1954, 1955                                           |
| 2           | Bill Lomas           | 350cc     | 1955, 1956                                           |
| 2           | Libero Liberati      | 500cc     | 1957                                                 |
| 2           | Libero Liberati      | 350cc     | 1957                                                 |
| 2           | Gary Hocking         | 500cc     | 1961                                                 |
| 2           | Gary Hocking         | 250cc     | 1960                                                 |
| 2           | Tarquinio Provini    | 250cc     | 1958, 1963                                           |
| 2           | Hugh Anderson        | 125cc     | 1965                                                 |
| 2           | Hugh Anderson        | 50cc      | 1963                                                 |
| 2           | Luigi Taveri         | 125cc     | 1962, 1966                                           |
| 2           | Dave Simmonds        | 125cc     | 1969, 1971                                           |
| 2           | Jan de Vries         | 50cc      | 1971, 1972                                           |
| 2           | Jarno Saarinen       | 350cc     | 1972                                                 |
| 2           | Jarno Saarinen       | 250cc     | 1973                                                 |
| 2           | Kent Andersson       | 250cc     | 1969                                                 |
| 2           | Kent Andersson       | 125cc     | 1973                                                 |
| 2           | Helmut Kassner       | 350cc     | 1974                                                 |
| 2           | Helmut Kassner       | 250cc     | 1974                                                 |
| 2           | Takazumi Katayama    | 350cc     | 1977, 1978                                           |
| 2           | Jon Ekerold          | 350cc     | 1979, 1980                                           |
| 2           | Kenny Roberts        | 500cc     | 1981, 1983                                           |
| 2           | Carlos Lavado        | 250cc     | 1983, 1986                                           |
| 2           | Gerhard Waibel       | 80cc      | 1987                                                 |
| 2           | Gerhard Waibel       | 50cc      | 1979                                                 |
| 2           | Eddie Lawson         | 500cc     | 1986, 1987                                           |
| 2           | Doriano Romboni      | 250cc     | 1993                                                 |
| 2           | Doriano Romboni      | 125cc     | 1990                                                 |
| 2           | Dirk Raudies         | 125cc     | 1993, 1994                                           |
| 2           | Daryl Beattie        | 500cc     | 1993, 1995                                           |
| 2           | Ralf Waldmann        | 250cc     | 1996                                                 |
| 2           | Ralf Waldmann        | 125cc     | 1991                                                 |
| 2           | Tetsuya Harada       | 250cc     | 1997, 1998                                           |
| 2           | Marco Simoncelli     | 250cc     | 2008, 2009                                           |
| 2           | Jordi Torres         | Moto2     | 2013                                                 |
| 2           | Jordi Torres         | MotoE     | 2023 Cursa 1                                         |
| 2           | Pedro Acosta         | Moto2     | 2023                                                 |
| 2           | Pedro Acosta         | Moto3     | 2021                                                 |
| 2           | Jorge Martín         | MotoGP    | 2023                                                 |
| 2           | Jorge Martín         | Moto3     | 2018                                                 |

### Constructors
| # Victòries | Constructor | Victòries | Victòries                                                                                      |
| # Victòries | Constructor | Categoria | Anys                                                                                           |
| ----------- | ----------- | --------- | ---------------------------------------------------------------------------------------------- |
| 61          | Honda       | MotoGP    | 2002, 2003, 2004, 2007, 2010, 2011, 2012, 2013, 2014, 2015, 2016, 2017, 2018, 2019, 2021       |
| 61          | Honda       | 500cc     | 1966, 1984, 1992, 1993, 1994, 1996, 1997, 1998, 2000                                           |
| 61          | Honda       | 350cc     | 1963, 1964, 1966, 1967                                                                         |
| 61          | Honda       | 250cc     | 1961, 1962, 1966, 1967, 1987, 1989, 1990, 1991, 1993, 1994, 1996, 2003, 2004, 2005, 2006       |
| 61          | Honda       | Moto3     | 2015, 2016, 2017, 2018, 2019                                                                   |
| 61          | Honda       | 125cc     | 1962, 1964, 1966, 1988, 1990, 1991, 1993, 1994, 1995, 1998, 1999                               |
| 61          | Honda       | 50cc      | 1964, 1965                                                                                     |
| 40          | Yamaha      | MotoGP    | 2005, 2006, 2009, 2022                                                                         |
| 40          | Yamaha      | 500cc     | 1974, 1975, 1981, 1983, 1985, 1986, 1987, 1989, 2001                                           |
| 40          | Yamaha      | 350cc     | 1972, 1973, 1974, 1975, 1977, 1978, 1979, 1980, 1982                                           |
| 40          | Yamaha      | 250cc     | 1964, 1965, 1968, 1969, 1970, 1971, 1972, 1973, 1974, 1977, 1983, 1984, 1985, 1986, 1988, 2000 |
| 40          | Yamaha      | 125cc     | 1968, 1973                                                                                     |
| 31          | MV Agusta   | 500cc     | 1958, 1959, 1960, 1961, 1964, 1965, 1967, 1968, 1969, 1970, 1971, 1972, 1973, 1976             |
| 31          | MV Agusta   | 350cc     | 1958, 1959, 1965, 1968, 1969, 1970, 1971                                                       |
| 31          | MV Agusta   | 250cc     | 1956, 1957, 1958, 1959, 1960                                                                   |
| 31          | MV Agusta   | 125cc     | 1953, 1955, 1957, 1958, 1959                                                                   |
| 18          | Suzuki      | 500cc     | 1977, 1978, 1979, 1980, 1982, 1988, 1990, 1991, 1995, 1999                                     |
| 18          | Suzuki      | 125cc     | 1963, 1965, 1967                                                                               |
| 18          | Suzuki      | 50cc      | 1962, 1963, 1966, 1967, 1968                                                                   |
| 18          | Aprilia     | 250cc     | 1992, 1995, 1997, 1998, 1999, 2001, 2002                                                       |
| 18          | Aprilia     | 125cc     | 1992, 1996, 1997, 2001, 2002, 2003, 2004, 2006, 2007, 2009, 2011                               |
| 9           | Kreidler    | 50cc      | 1969, 1971, 1972, 1974, 1975, 1977, 1979, 1980, 1981                                           |
| 9           | KTM         | Moto2     | 2018                                                                                           |
| 9           | KTM         | 250cc     | 2007                                                                                           |
| 9           | KTM         | Moto3     | 2012, 2013, 2014, 2021, 2023, 2025                                                             |
| 9           | KTM         | 125cc     | 2005                                                                                           |
| 8           | Kawasaki    | 350cc     | 1981                                                                                           |
| 8           | Kawasaki    | 250cc     | 1978, 1979, 1980, 1981, 1982                                                                   |
| 8           | Kawasaki    | 125cc     | 1969, 1971                                                                                     |
| 8           | Gilera      | 500cc     | 1954, 1955, 1956, 1957                                                                         |
| 8           | Gilera      | 350cc     | 1957                                                                                           |
| 8           | Gilera      | 250cc     | 2008, 2009                                                                                     |
| 8           | Gilera      | 125cc     | 1956                                                                                           |
| 8           | Ducati      | MotoGP    | 2008, 2023, 2024, 2025                                                                         |
| 8           | Ducati      | MotoE     | 2023 Cursa 1, 2023 Cursa 2, 2024 Cursa 1, 2024 Cursa 2                                         |
| 8           | Kalex       | Moto2     | 2015, 2016, 2017, 2019, 2021, 2022, 2023, 2025                                                 |
| 6           | Derbi       | 125cc     | 2000, 2008, 2010                                                                               |
| 6           | Derbi       | 80cc      | 1986, 1988                                                                                     |
| 6           | Derbi       | 50cc      | 1970                                                                                           |
| 5           | NSU         | 250cc     | 1953, 1954, 1955                                                                               |
| 5           | NSU         | 125cc     | 1952, 1954                                                                                     |
| 5           | Garelli     | 125cc     | 1983, 1984, 1986, 1987                                                                         |
| 5           | Garelli     | 50cc      | 1982                                                                                           |
| 4           | Aermacchi   | 350cc     | 1976                                                                                           |
| 4           | Aermacchi   | 250cc     | 1975, 1976                                                                                     |
| 4           | Aermacchi   | 125cc     | 1970                                                                                           |
| 4           | Morbidelli  | 125cc     | 1972, 1975, 1976, 1977                                                                         |
| 4           | Krauser     | 80cc      | 1985, 1987, 1989                                                                               |
| 4           | Krauser     | 50cc      | 1983                                                                                           |
| 4           | Suter       | Moto2     | 2011, 2012, 2013, 2014                                                                         |
| 3           | Norton      | 500cc     | 1952                                                                                           |
| 3           | Norton      | 350cc     | 1952, 1954                                                                                     |
| 3           | Minarelli   | 125cc     | 1978, 1979, 1981                                                                               |
| 2           | Moto Guzzi  | 350cc     | 1955, 1956                                                                                     |
| 2           | Bultaco     | 50cc      | 1976, 1978                                                                                     |

## Guanyadors per any

### De 1990 a l'actualitat
| Any  | Circuit     | Moto3       | Moto2      | MotoGP       | Detalls |
| ---- | ----------- | ----------- | ---------- | ------------ | ------- |
| 2025 | Sachsenring | David Muñoz | Deniz Öncü | Marc Márquez | Detalls |

| Any  | Circuit     | MotoE        | MotoE        | Moto3                                         | Moto2                                         | MotoGP                                        | Detalls                                       |                                               |                                               |
| Any  | Circuit     | Cursa 1      | Cursa 2      | Moto3                                         | Moto2                                         | MotoGP                                        | Detalls                                       |                                               |                                               |
| ---- | ----------- | ------------ | ------------ | --------------------------------------------- | --------------------------------------------- | --------------------------------------------- | --------------------------------------------- | --------------------------------------------- | --------------------------------------------- |
| 2024 | Sachsenring | Héctor Garzó | Héctor Garzó | David Alonso                                  | Fermín Aldeguer                               | Francesco Bagnaia                             | Detalls                                       |                                               |                                               |
| 2023 | Sachsenring | Jordi Torres | Héctor Garzó | Deniz Öncü                                    | Pedro Acosta                                  | Jorge Martín                                  | Detalls                                       |                                               |                                               |
| 2022 | Sachsenring | -            | -            | Izan Guevara                                  | Augusto Fernández                             | Fabio Quartararo                              | Detalls                                       |                                               |                                               |
| 2021 | Sachsenring | -            | -            | Pedro Acosta                                  | Remy Gardner                                  | Marc Márquez                                  | Detalls                                       |                                               |                                               |
| 2020 | Sachsenring | -            | -            | Cancel·lat a causa de la pandèmia de COVID-19 | Cancel·lat a causa de la pandèmia de COVID-19 | Cancel·lat a causa de la pandèmia de COVID-19 | Cancel·lat a causa de la pandèmia de COVID-19 | Cancel·lat a causa de la pandèmia de COVID-19 | Cancel·lat a causa de la pandèmia de COVID-19 |
| 2019 | Sachsenring | Niki Tuuli   | -            | Lorenzo Dalla Porta                           | Àlex Márquez                                  | Marc Márquez                                  | Detalls                                       |                                               |                                               |

| Any  | Circuit     | Moto3              | Moto2               | MotoGP             | Detalls |
| ---- | ----------- | ------------------ | ------------------- | ------------------ | ------- |
| 2018 | Sachsenring | Jorge Martín       | Brad Binder         | Marc Márquez       | Detalls |
| 2017 | Sachsenring | Joan Mir           | Franco Morbidelli   | Marc Márquez       | Detalls |
| 2016 | Sachsenring | Khairul Idham Pawi | Johann Zarco        | Marc Márquez       | Detalls |
| 2015 | Sachsenring | Danny Kent         | Xavier Siméon       | Marc Márquez       | Detalls |
| 2014 | Sachsenring | Jack Miller        | Dominique Aegerter  | Marc Márquez       | Detalls |
| 2013 | Sachsenring | Àlex Rins          | Jordi Torres        | Marc Márquez       | Detalls |
| 2012 | Sachsenring | Sandro Cortese     | Marc Márquez        | Dani Pedrosa       | Detalls |
|      |             | 125 cc             | Moto2               | MotoGP             |         |
| 2011 | Sachsenring | Héctor Faubel      | Marc Márquez        | Dani Pedrosa       | Detalls |
| 2010 | Sachsenring | Marc Márquez       | Toni Elías          | Dani Pedrosa       | Detalls |
|      |             | 125 cc             | 250 cc              | MotoGP             |         |
| 2009 | Sachsenring | Julián Simón       | Marco Simoncelli    | Valentino Rossi    | Detalls |
| 2008 | Sachsenring | Mike di Meglio     | Marco Simoncelli    | Casey Stoner       | Detalls |
| 2007 | Sachsenring | Gábor Talmácsi     | Hiroshi Aoyama      | Dani Pedrosa       | Detalls |
| 2006 | Sachsenring | Mattia Pasini      | Yuki Takahashi      | Valentino Rossi    | Detalls |
| 2005 | Sachsenring | Mika Kallio        | Dani Pedrosa        | Valentino Rossi    | Detalls |
| 2004 | Sachsenring | Roberto Locatelli  | Dani Pedrosa        | Max Biaggi         | Detalls |
| 2003 | Sachsenring | Stefano Perugini   | Roberto Rolfo       | Sete Gibernau      | Detalls |
| 2002 | Sachsenring | Arnaud Vincent     | Marco Melandri      | Valentino Rossi    | Detalls |
|      |             | 125 cc             | 250 cc              | 500 cc             |         |
| 2001 | Sachsenring | Simone Sanna       | Marco Melandri      | Max Biaggi         | Detalls |
| 2000 | Sachsenring | Youichi Ui         | Olivier Jacque      | Alex Barros        | Detalls |
| 1999 | Sachsenring | Marco Melandri     | Valentino Rossi     | Kenny Roberts, Jr. | Detalls |
| 1998 | Sachsenring | Tomomi Manako      | Tetsuya Harada      | Mick Doohan        | Detalls |
| 1997 | Nürburgring | Valentino Rossi    | Tetsuya Harada      | Mick Doohan        | Detalls |
| 1996 | Nürburgring | Masaki Tokudome    | Ralf Waldmann       | Luca Cadalora      | Detalls |
| 1995 | Nürburgring | Haruchika Aoki     | Max Biaggi          | Daryl Beattie      | Detalls |
| 1994 | Hockenheim  | Dirk Raudies       | Loris Capirossi     | Mick Doohan        | Detalls |
| 1993 | Hockenheim  | Dirk Raudies       | Doriano Romboni     | Daryl Beattie      | Detalls |
| 1992 | Hockenheim  | Bruno Casanova     | Pierfrancesco Chili | Mick Doohan        | Detalls |
| 1991 | Hockenheim  | Ralf Waldmann      | Helmut Bradl        | Kevin Schwantz     | Detalls |
| 1990 | Nürburgring | Doriano Romboni    | Wilco Zeelenberg    | Kevin Schwantz     | Detalls |

### De 1951 a 1989
| Any  | Circuit     | 80 cc             | 125 cc         | 250 cc           | 500 cc           | Detalls |
| ---- | ----------- | ----------------- | -------------- | ---------------- | ---------------- | ------- |
| 1989 | Hockenheim  | Peter Öttl        | Àlex Crivillé  | Sito Pons        | Wayne Rainey     | Detalls |
| 1988 | Nürburgring | Jorge Martínez    | Ezio Gianola   | Luca Cadalora    | Kevin Schwantz   | Detalls |
| 1987 | Hockenheim  | Gerhard Waibel    | Fausto Gresini | Anton Mang       | Eddie Lawson     | Detalls |
| 1986 | Nürburgring | Champi Herreros   | Luca Cadalora  | Carlos Lavado    | Eddie Lawson     | Detalls |
| 1985 | Hockenheim  | Stefan Dörflinger | August Auinger | Martin Wimmer    | Christian Sarron | Detalls |
| 1984 | Nürburgring | Stefan Dörflinger | Ángel Nieto    | Christian Sarron | Freddie Spencer  | Detalls |
|      |             | 50 cc             | 125 cc         | 250 cc           | 500 cc           |         |
| 1983 | Hockenheim  | Stefan Dörflinger | Ángel Nieto    | Carlos Lavado    | Kenny Roberts    | Detalls |

| Any  | Circuit       | 50 cc                | 125 cc             | 250 cc              | 350 cc            | 500 cc            | Detalls |
| ---- | ------------- | -------------------- | ------------------ | ------------------- | ----------------- | ----------------- | ------- |
| 1982 | Hockenheim    | Eugenio Lazzarini    |                    | Anton Mang          | Manfred Herweh    | Randy Mamola      | Detalls |
| 1981 | Hockenheim    | Stefan Dörflinger    | Ángel Nieto        | Anton Mang          | Anton Mang        | Kenny Roberts     | Detalls |
| 1980 | Nürburg-Nord. | Stefan Dörflinger    | Guy Bertin         | Kork Ballington     | Jon Ekerold       | Marco Lucchinelli | Detalls |
| 1979 | Hockenheim    | Gerhard Waibel       | Ángel Nieto        | Kork Ballington     | Jon Ekerold       | Wil Hartog        | Detalls |
| 1978 | Nürburg-Nord. | Ricardo Tormo        | Ángel Nieto        | Kork Ballington     | Takazumi Katayama | Virginio Ferrari  | Detalls |
| 1977 | Hockenheim    | Herbert Rittberger   | Pier Paolo Bianchi | Christian Sarron    | Takazumi Katayama | Barry Sheene      | Detalls |
| 1976 | Nürburg-Nord. | Ángel Nieto          | Anton Mang         | Walter Villa        | Walter Villa      | Giacomo Agostini  | Detalls |
| 1975 | Hockenheim    | Ángel Nieto          | Paolo Pileri       | Walter Villa        | Johnny Cecotto    | Giacomo Agostini  | Detalls |
| 1974 | Nürburg-Nord. | Ingo Emmerich        | Fritz Reitmaier    | Helmut Kassner      | Helmut Kassner    | Edmund Czihak     | Detalls |
| 1973 | Hockenheim    | Theo Timmer          | Kent Andersson     | Jarno Saarinen      | Teuvo Länsivuori  | Phil Read         | Detalls |
| 1972 | Nürburg-Nord. | Jan de Vries         | Gilberto Parlotti  | Hideo Kanaya        | Jarno Saarinen    | Giacomo Agostini  | Detalls |
| 1971 | Hockenheim    | Jan de Vries         | Dave Simmonds      | Phil Read           | Giacomo Agostini  | Giacomo Agostini  | Detalls |
| 1970 | Nürburg-Nord. | Ángel Nieto          | John Dodds         | Kel Carruthers      | Giacomo Agostini  | Giacomo Agostini  | Detalls |
| 1969 | Hockenheim    | Aalt Toersen         | Dave Simmonds      | Kent Andersson      | Giacomo Agostini  | Giacomo Agostini  | Detalls |
| 1968 | Nürburg-Süd.  | Hans-Georg Anscheidt | Phil Read          | Bill Ivy            | Giacomo Agostini  | Giacomo Agostini  | Detalls |
| 1967 | Hockenheim    | Hans-Georg Anscheidt | Yoshimi Katayama   | Ralph Bryans        | Mike Hailwood     | Giacomo Agostini  | Detalls |
| 1966 | Hockenheim    | Hans-Georg Anscheidt | Luigi Taveri       | Mike Hailwood       | Mike Hailwood     | Jim Redman        | Detalls |
| 1965 | Nürburg-Süd.  | Ralph Bryans         | Hugh Anderson      | Phil Read           | Giacomo Agostini  | Mike Hailwood     | Detalls |
| 1964 | Solitude      | Ralph Bryans         | Jim Redman         | Phil Read           | Jim Redman        | Mike Hailwood     | Detalls |
| 1963 | Hockenheim    | Hugh Anderson        | Ernst Degner       | Tarquinio Provini   | Jim Redman        |                   | Detalls |
| 1962 | Solitude      | Ernst Degner         | Luigi Taveri       | Jim Redman          |                   |                   | Detalls |
| 1961 | Hockenheim    | Miro Zelnik          | Ernst Degner       | Kunimitsu Takahashi | Frantisek Stastny | Gary Hocking      | Detalls |

| Any  | Circuit       | 125 cc              | 250 cc              | 350 cc          | 500 cc          | Detalls |
| ---- | ------------- | ------------------- | ------------------- | --------------- | --------------- | ------- |
| 1960 | Solitude      |                     | Gary Hocking        |                 | John Surtees    | Detalls |
| 1959 | Hockenheim    | Carlo Ubbiali       | Carlo Ubbiali       | John Surtees    | John Surtees    | Detalls |
| 1958 | Nürburg-Nord. | Carlo Ubbiali       | Tarquinio Provini   | John Surtees    | John Surtees    | Detalls |
| 1957 | Hockenheim    | Carlo Ubbiali       | Carlo Ubbiali       | Libero Liberati | Libero Liberati | Detalls |
| 1956 | Solitude      | Romolo Ferri        | Carlo Ubbiali       | Bill Lomas      | Reg Armstrong   | Detalls |
| 1955 | Nürburg-Nord. | Carlo Ubbiali       | Hermann Paul Müller | Bill Lomas      | Geoff Duke      | Detalls |
| 1954 | Solitude      | Rupert Hollaus      | Werner Haas         | Ray Amm         | Geoff Duke      | Detalls |
| 1953 | Schottenring  | Carlo Ubbiali       | Werner Haas         | Carlo Bandirola | Walter Zeller   | Detalls |
| 1952 | Solitude      | Werner Haas         | Rudi Felgenheier    | Reg Armstrong   | Reg Armstrong   | Detalls |
| 1951 | Solitude      | Hermann Paul Müller | Enrico Lorenzetti   | Geoff Duke      | Geoff Duke      | Detalls |